# Lando Norris
Lando Norris (Bristol, 13 de novembro de 1999) é um automobilista britânico que atualmente compete na Fórmula 1 pela equipe McLaren. Ele estreou na equipe em 2019 e foi vice-campeão em 2024. Ele foi campeão da Fórmula MSA em 2015, da Toyota Racing Series, da Fórmula Renault 2.0 e da Fórmula Renault Norte-Europeia em 2016, do Campeonato Europeu de Fórmula 3 da FIA de 2017, e vice-campeão da Fórmula 2 em 2018.

## Biografia e vida pessoal
Lando Norris nasceu em Bristol, filho de Adam e Cisca Norris. Seu pai é um gerente de pensões aposentado, e é uma das pessoas mais ricas de Bristol, bem como a 501ª pessoa mais rica do país. Sua mãe Cisca (nascida Wauman) é da região de Flandres, na Bélgica. Ele tem três irmãos, dos quais é o segundo mais velho; irmãs mais novas Flo e Cisca, e um irmão mais velho Oliver, que também esteve envolvido competições de kart até 2014. Norris tem cidadania britânica e belga, e fala um pouco de holandês flamengo. Norris foi educado na Millfield School em Street, Somerset. Ele deixou a escola sem fazer seus Certificado Geral de Ensino Secundário, mas estudou física e matemática com um tutor pessoal em tempo integral. Sua família mais tarde se mudou para Glastonbury para permitir que ele se tornasse um aluno diurno, e seguir sua carreira de piloto, citando Valentino Rossi como inspiração.
Ele inicialmente residia em Woking perto da sede da equipe McLaren, mas depois se mudou para Mônaco em 2022, por razões financeiras.

### Outros empreendimentos
Em 2020, Norris levantou US$ 12.000 para o COVID-19 Solidarity Response Fund (pt: Fundo de Resposta Solidária à COVID-19) em apoio à Organização Mundial da Saúde durante um evento de streaming online no Twitch. Ele também fundou a Team Quadrant em 2020, uma equipe de esporte eletrônico que também concentra-se na criação de conteúdo e vestuário.
Em 2020, Norris se envolveu em uma polêmica. Ao disputar a corrida virtual da IndyCar Series, o britânico assumiu a liderança ultrapassando Simon Pagenaud de maneira ousada, porém o francês sofreu danos em seu veículo. Ao receber uma volta de retardatário, Pagenaud, manteve o pé fora do acelerador e Norris o acertou, abandonando a disputa.
Após sua estreia na Fórmula 1 em 2019, Norris confirmou que lutou com sua saúde mental devido às pressões do esporte, recorrendo à instituição de caridade Mind para obter apoio. Ao lado de seu apoio à instituição de caridade Mind, o próprio Norris é um defensor do aumento da visibilidade da saúde mental nos esportes.
Em setembro de 2021, Norris lançou uma marca de corrida de kart conhecida como LN Racing Kart. A fabricação é apoiada pelo OTK Kart Group, enquanto as operações são realizadas pela Ricky Flynn Motorsport.

## Carreira

### Kart
Norris iniciou no kart aos sete anos, tendo vencido vários campeonatos nacionais e regionais. Em 2013, venceu os campeonatos europeus mais prestigiados: WSK Euro Series, o Campeonato Europeu CIK-FIA e a Super Taça Internacional CIK-FIA. Em 2014, foi campeão mundial de kart. Na data da conquista, Norris tinha catorze anos, e se tornou o mais jovem a triunfar nesse torneio.

### Ginetta Junior
Sua estreia em monopostos foi em 2014, no Campeonato Ginetta Junior, em que ele terminou em terceiro, após conquistar 4 vitórias em corridas e 7 segundos lugares.

### Fórmula 4

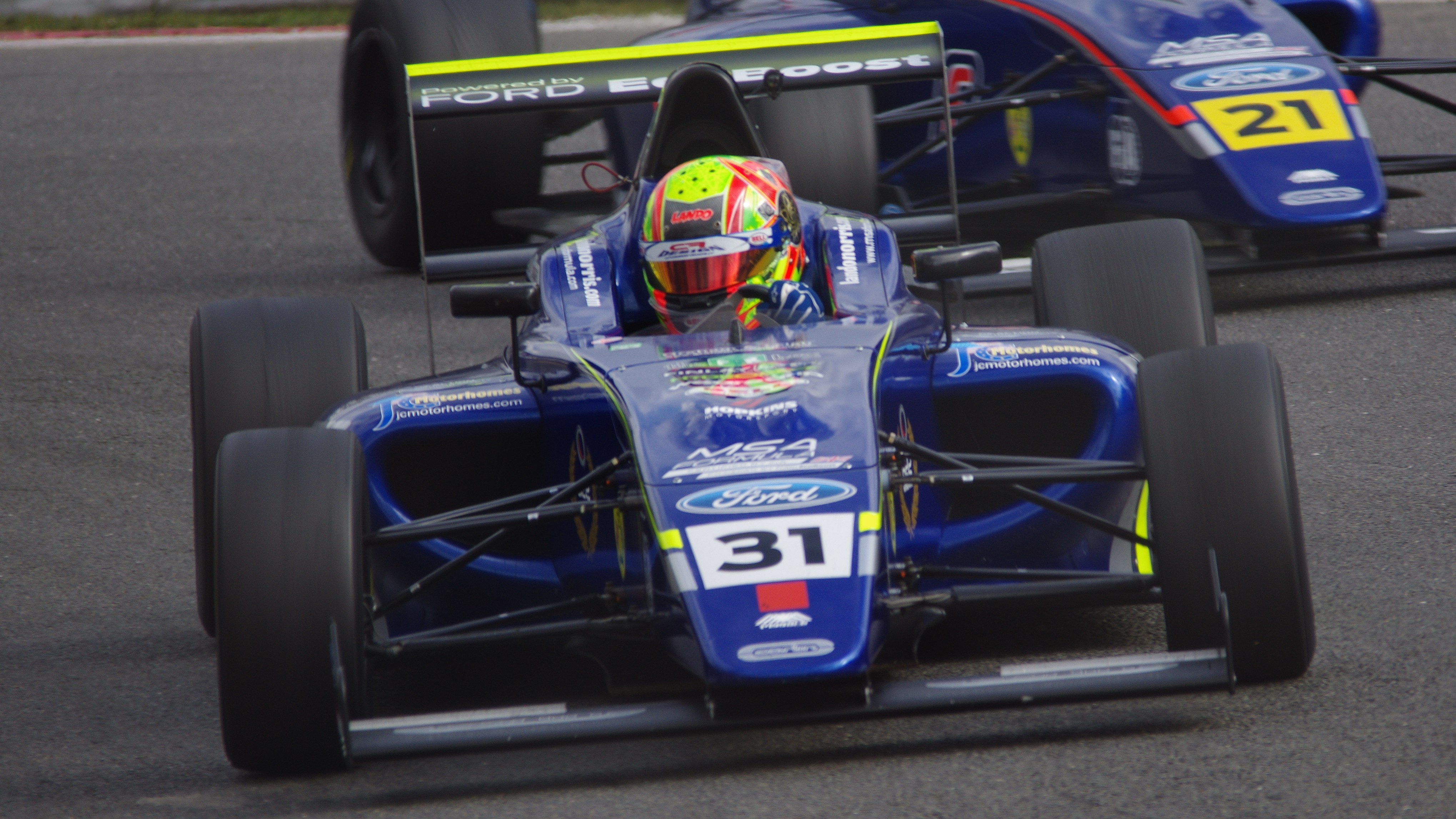
Norris pilotando o carro nº 31 na prova de Brands Hatch da MSA Fórmula em 2015

Sua estreia na Fórmula 4 aconteceu no MSA Formula de 2015, no qual ele se sagrou campeão depois de garantir 8 vitórias e mais 7 pódios, ficando 42 pontos à frente de Ricky Collard. Nesse mesmo ano, Norris competiu em três rodadas da ADAC Fórmula 4, vencendo uma vez e fazendo mais 6 pódios, o que lhe permitiu terminar em 8º no Campeonato de Pilotos. Ele também competiu em três etapas da Fórmula 4 Italiana, fazendo um terceiro lugar na última corrida em Monza. Também em 2015, ele competiu na rodada final do BRDC Formula 4 Autumn Trophy, com Norris vencendo duas vezes e fazendo mais dois pódios, sendo o quinto na classificação final.

### Toyota Racing Series
Em janeiro de 2016, Norris disputou a Toyota Racing Series pela equipe M2 Competition, sendo companheiro de Pedro Piquet, Jehan Daruvala, Artem Markelov, Guanyu Zhou e Kami Laliberté. Em sua temporada de estreia, Norris foi dominante, conquistando o título por uma margem incrível de 135 pontos sobre seu companheiro Daruvala, após obter 11 pódios, incluindo 6 vitórias. Dentre essas, está a do Grande Prêmio da Nova Zelândia, tradicional prova regional.

### Fórmula Renault

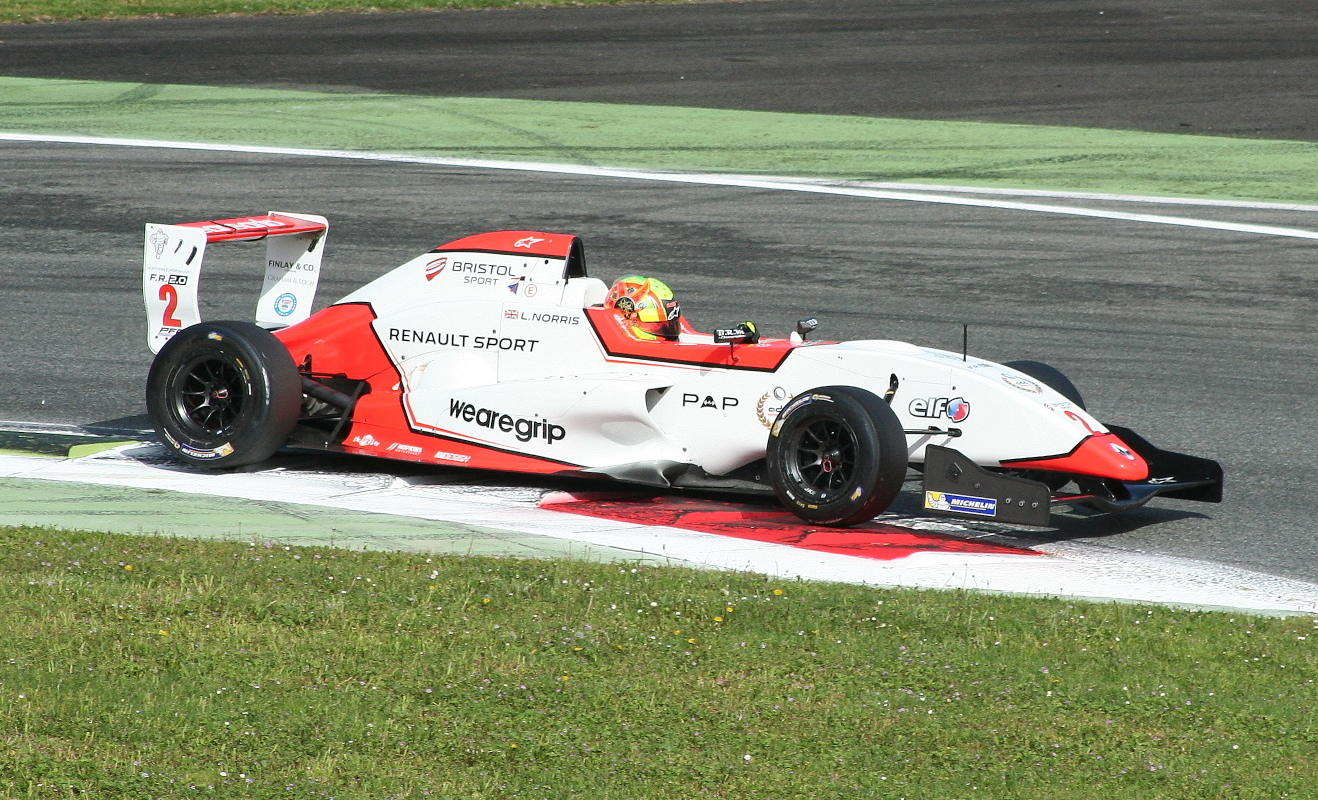
Norris em prova da Fórmula Renault NEC em 2016

2016 também foi o ano em que Norris competiu em dois campeonatos de Fórmula Renault pela equipe Josef Kaufmann Racing ao lado de Jehan Daruvala e de Robert Shwartzman. Apesar de ser estreante, fez uma ótima temporada e conquistou o título na Eurocopa de Fórmula Renault 2.0 por 53 pontos sobre o francês Dorian Boccolacci, vencendo cinco provas e estando no pódio em 12 das 15 corridas. Ele também foi campeão da Copa da Europa do Norte de Fórmula Renault nesse mesmo ano, mesmo sendo novato. Norris venceu 6 corridas, sendo seu pior resultado sendo um quarto lugar, e fez 326 pontos, tendo 41 de vantagem sobre o belga Max Defourny.

### Fórmula 3

#### F3 Britânica
Norris competiu em quatro rodadas do Campeonato Britânico de Fórmula 3 de 2016. Com quatro vitórias em onze corridas, ele ficou em 8º no Campeonato de Pilotos, sendo que na média, ele chegou a superar até o campeão Matheus Leist.

#### F3 Europeia

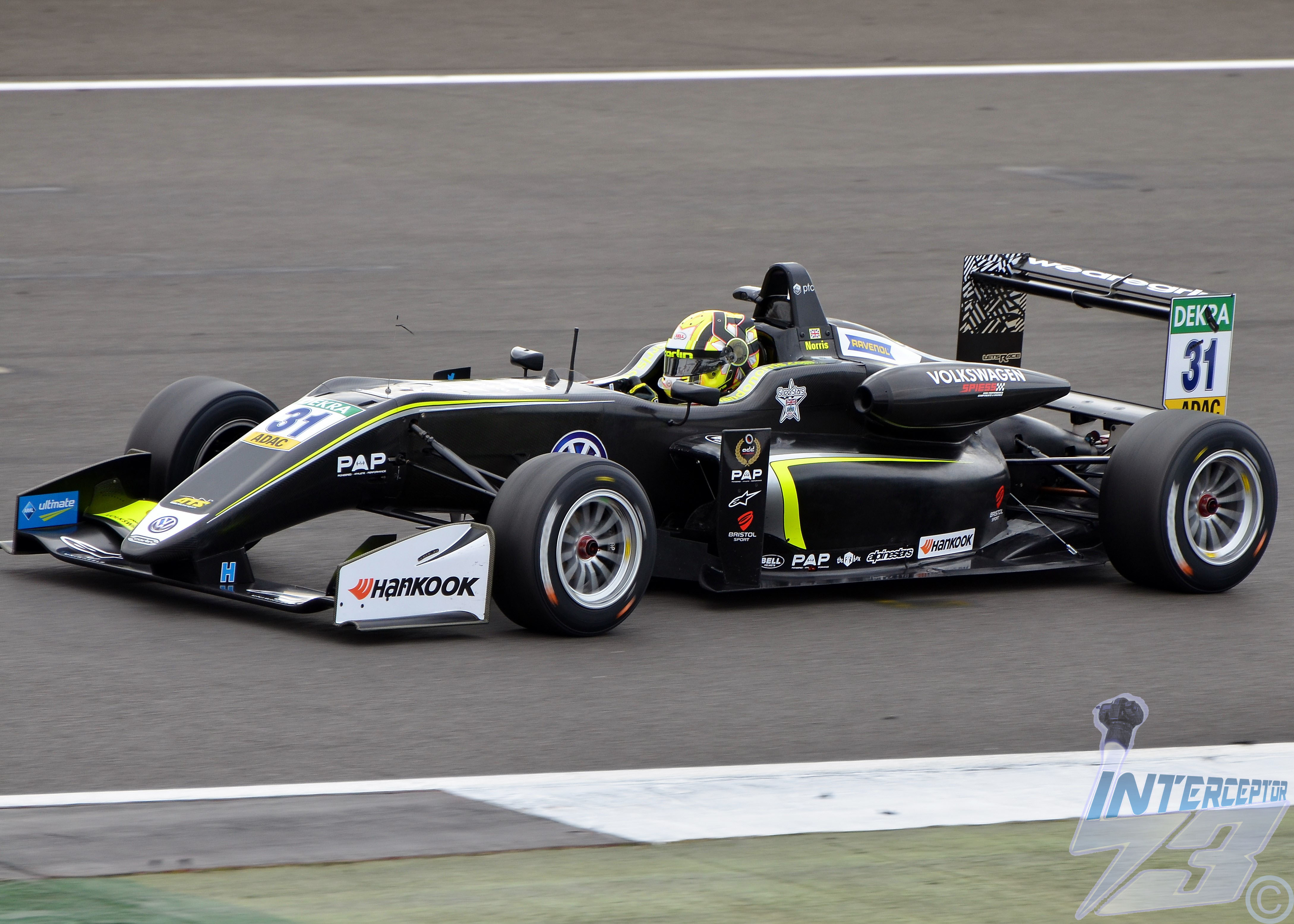
Norris na etapa de Silverstone do Campeonato Europeu de Fórmula 3 de 2017.

Em dezembro de 2016, Norris foi confirmado para competir em tempo integral com a Carlin no Campeonato Europeu de Fórmula 3 da FIA de 2017, sendo mais uma vez companheiro de Daruvala e tendo também Jake Dennis e Ferdinand Habsburg ao seu lado. Norris brigou pelo título com Joel Eriksson, Maximilian Günther e Callum Ilott, se sagrou campeão com 441 pontos, além de nove vitórias e onze pódios, sendo também o melhor estreante do ano.

#### Grande Prêmio de Macau
Norris fez duas aparições no Grande Prêmio de Macau. A primeira foi em 2016, mas por conta de uma batida, ele só conseguiu alcançar o 11º lugar na corrida. Já na segunda, em 2017, Norris ficou em segundo lugar, se beneficiando de uma batida de Sérgio Sette Câmara, e atrás de seu compatriota Dan Ticktum por apenas meio segundo.

### Fórmula 2

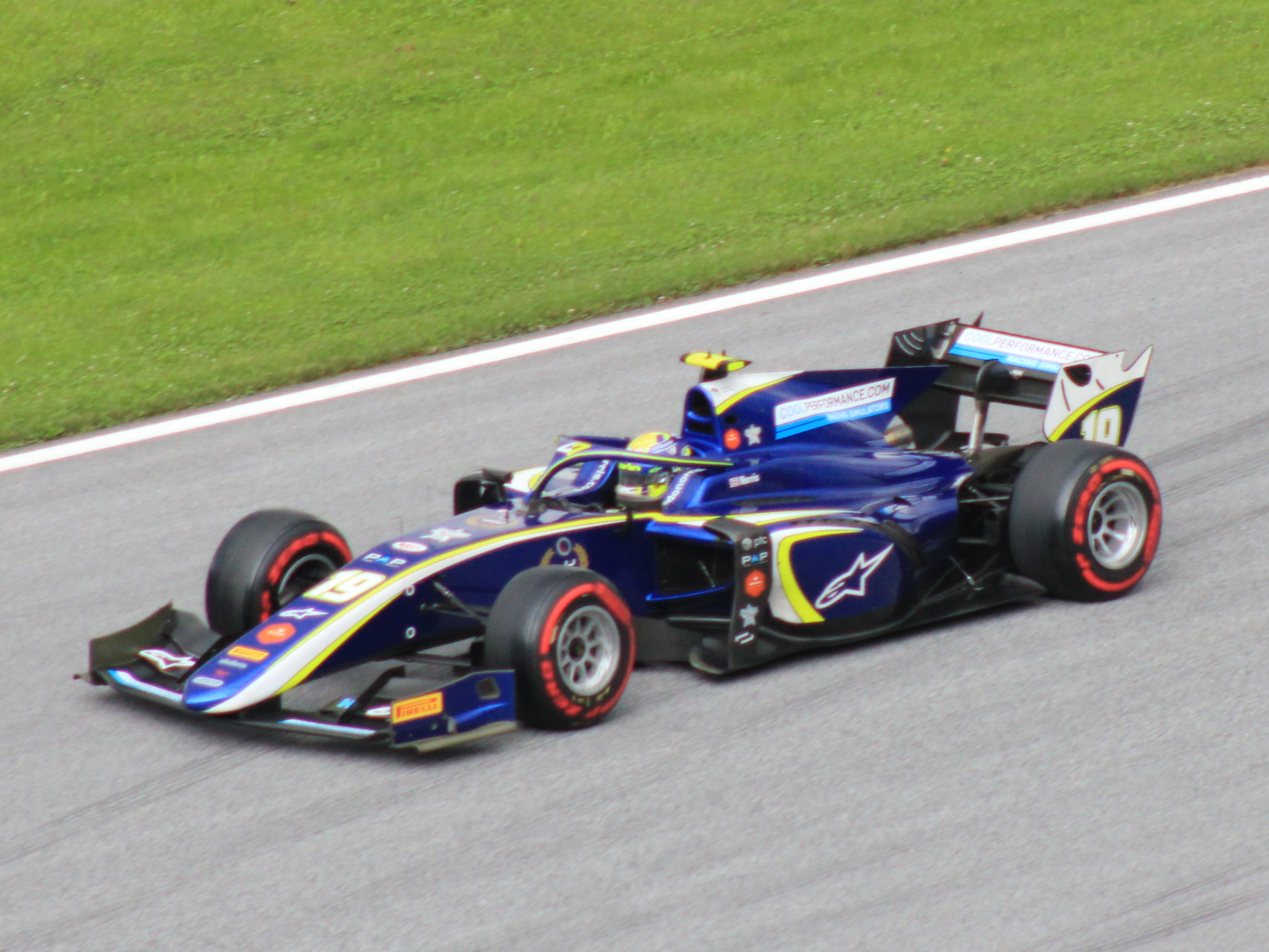
Norris na etapa austríaca da Fórmula 2 em 2018

Em 2018, Norris fez sua estreia no Campeonato de Fórmula 2 da FIA, competindo pela Carlin ao lado do brasileiro Sérgio Sette Câmara, vencendo já em sua estreia no Barém, com essa sendo sua única vitória na temporada. Norris fez mais nove pódios ao longo do ano, tendo algumas chances de brigar pelo título na primeira metade da temporada, mas perdeu terreno na reta final, com o destaque sendo seu duplo abandono em Sochi, e viu o título ir para George Russell. Ao somar 219 pontos, foi vice-campeão, ficando à frente de Alexander Albon por sete pontos, mas atrás de Russell por 68.

### Fórmula 1

#### McLaren
Em fevereiro de 2017, Norris foi confirmado como piloto júnior da McLaren, e em novembro do mesmo ano, ele foi anunciado como o piloto oficial de testes e reserva da Mclaren para a temporada de 2018. Em setembro de 2018, a McLaren anunciou a promoção de Norris como piloto titular para disputar o Campeonato Mundial de Fórmula 1 de 2019.

##### 2019: estreia na F1

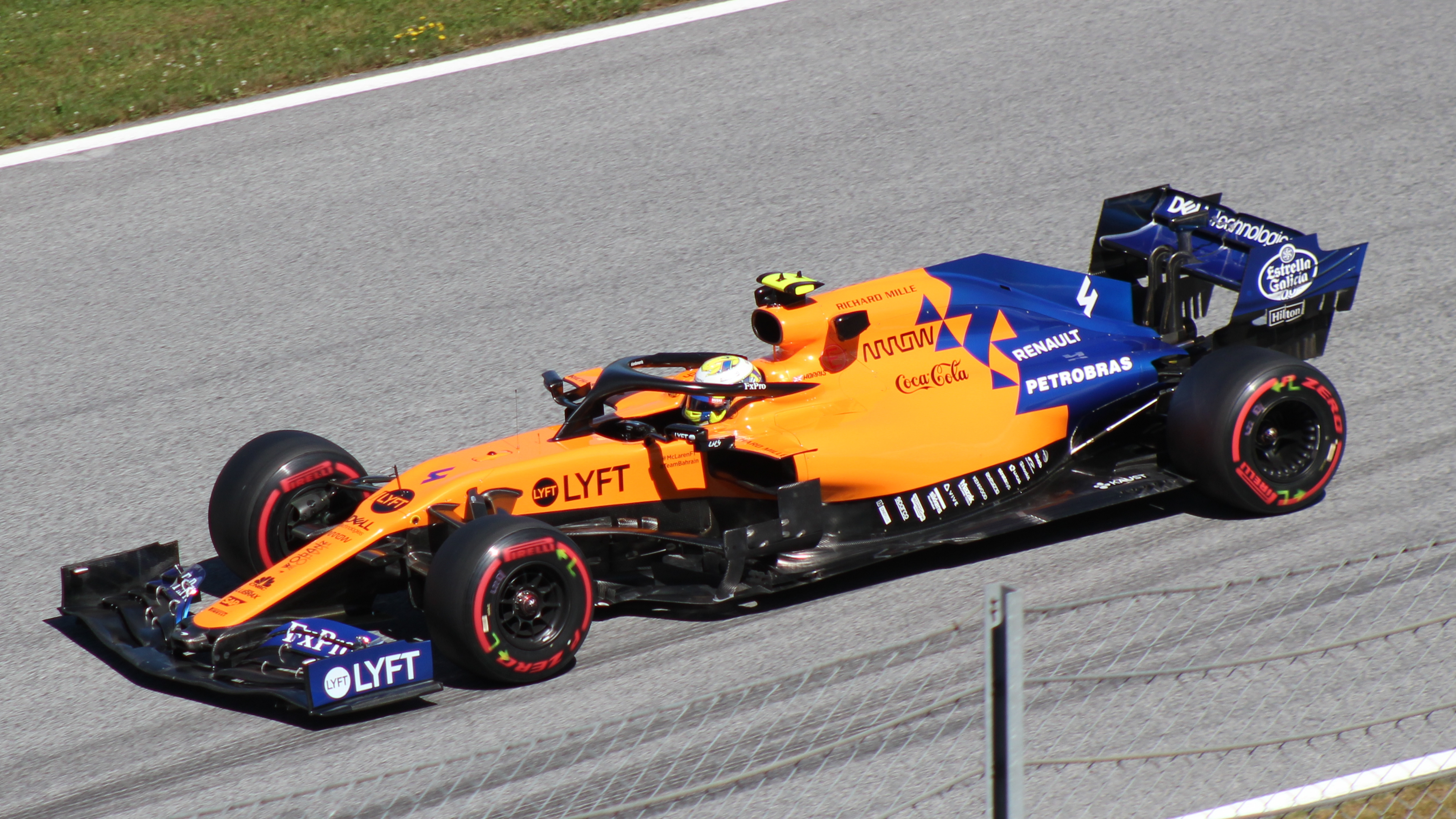
Norris no GP da Áustria de 2019

Norris fez sua estreia na F1 em 2019 com um 12º lugar na Austrália, e no dia 31 de março, ele fez os seus primeiros oito pontos da carreira na Fórmula 1, ao terminar em sexto no Grande Prêmio do Barém, a segunda corrida da sua carreira. No Grande Prêmio da Bélgica, Lando ocupava a quinta colocação, a melhor de sua carreira até então, porém, na última volta parou com problemas no motor, finalizando na décima primeira colocação sem marcar pontos. Com isso, Norris encerrou sua temporada de estreia na F1 em 11º lugar, com 49 pontos.

##### 2020 – 2023: primeiros pódios, primeira pole e quase vitória

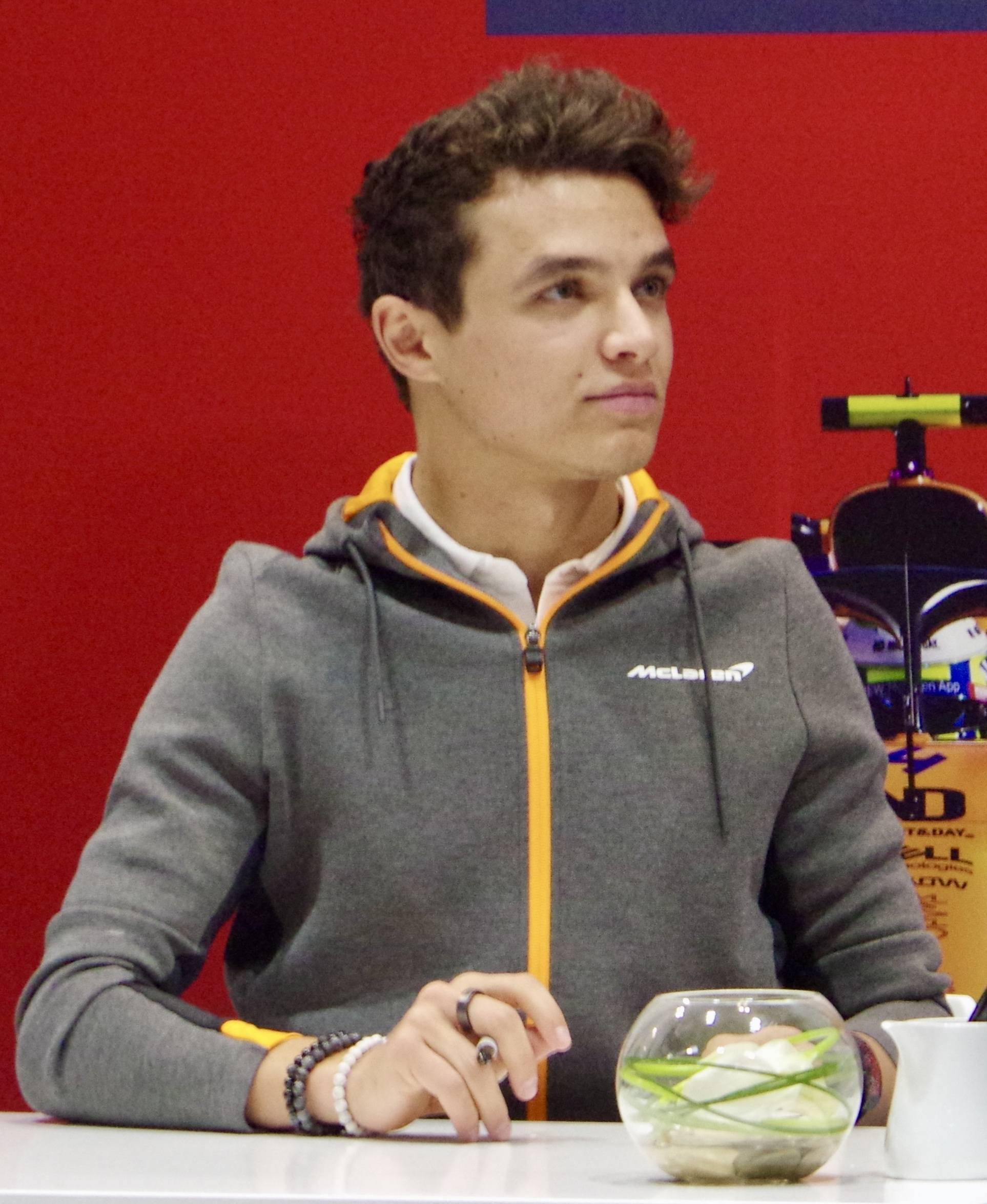
Lando Norris em 2020

No dia 5 de julho de 2020, Norris conquistou o seu primeiro pódio na Fórmula 1 ao terminar em terceiro no Grande Prêmio da Áustria de 2020. Se tornou o terceiro piloto mais jovem a subir no pódio com 20 anos e 235 dias. Norris havia terminado em quarto, mas, por conta da punição de Lewis Hamilton de cinco segundos em seu tempo final por causar uma colisão com Alexander Albon, ele subiu de quarto para terceiro, após marcar o melhor tempo na última volta. No fim, Norris acabou apenas 0s2 à frente do compatriota no tempo de prova. Mas esse foi o único pódio dele na temporada, e o britânico terminou o campeonato na nona posição com 97 pontos, apenas 8 atrás de seu companheiro de equipe Carlos Sainz Jr.

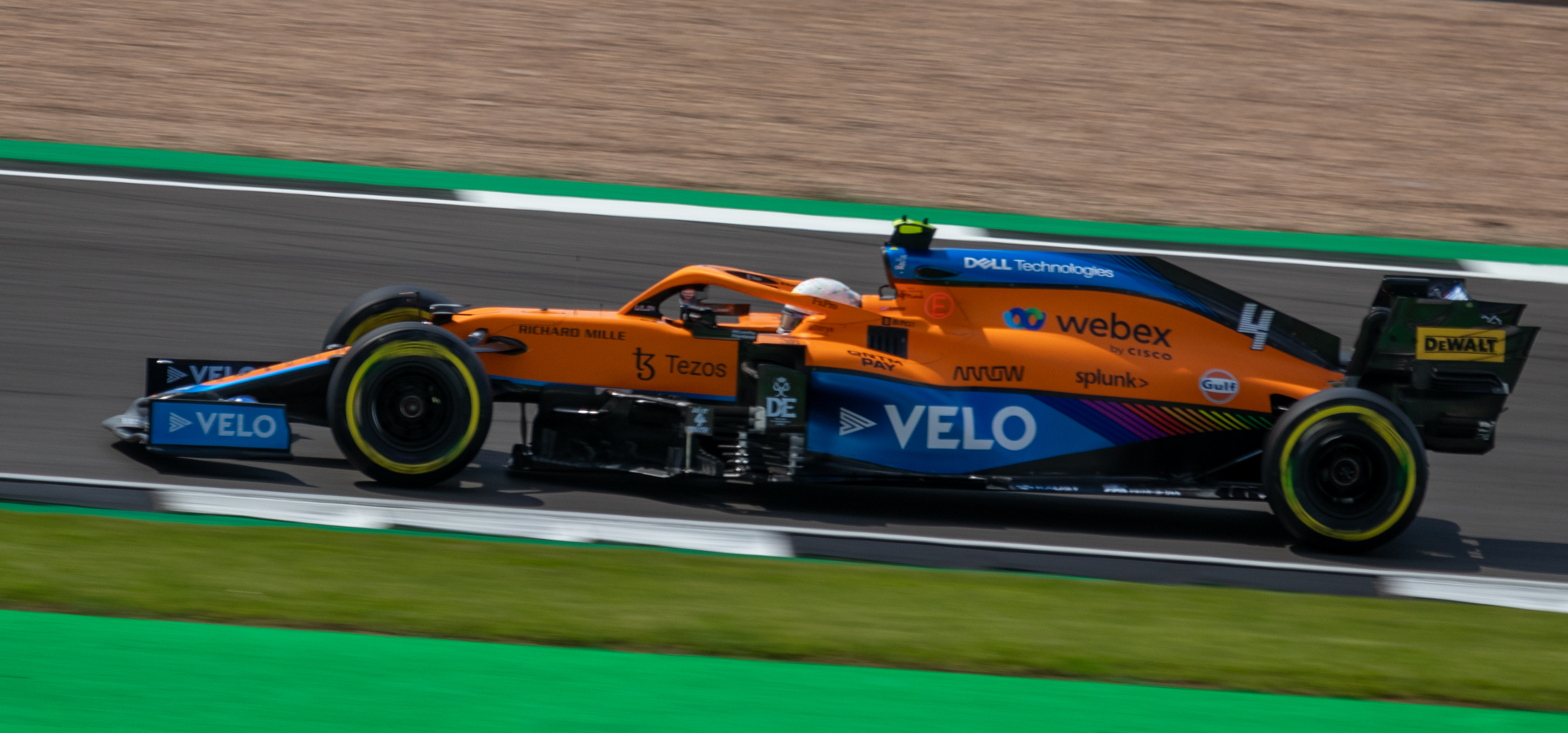
Norris em Silverstone em 2021

Para a temporada 2021, Norris ganhou a companhia do australiano Daniel Ricciardo, pois Sainz se mudou para a Ferrari. O britânico fez quatro pódios na temporada, com seu melhor resultado sendo o segundo lugar na Itália, corrida esta que marcou a primeira dobradinha da McLaren em onze anos, afinal, Ricciardo venceu essa prova.
No dia 25 de setembro de 2021, Norris conquistou sua primeira pole position no Grande Prêmio da Rússia e quebra o jejum da McLaren desde 2012 no Grande Prêmio do Brasil sem largar da pole. No dia seguinte, Norris fez uma corrida sensacional e estava prestes a conquistar sua primeira vitória na Formula 1, mas nas últimas voltas choveu forte e o piloto decidiu não trocar os pneus, acreditando que conseguiria segurar o resultado. Contudo, Norris começou a perder o controle de seu carro e foi forçado a fazer o pit-stop, acabando a prova na sétima posição.

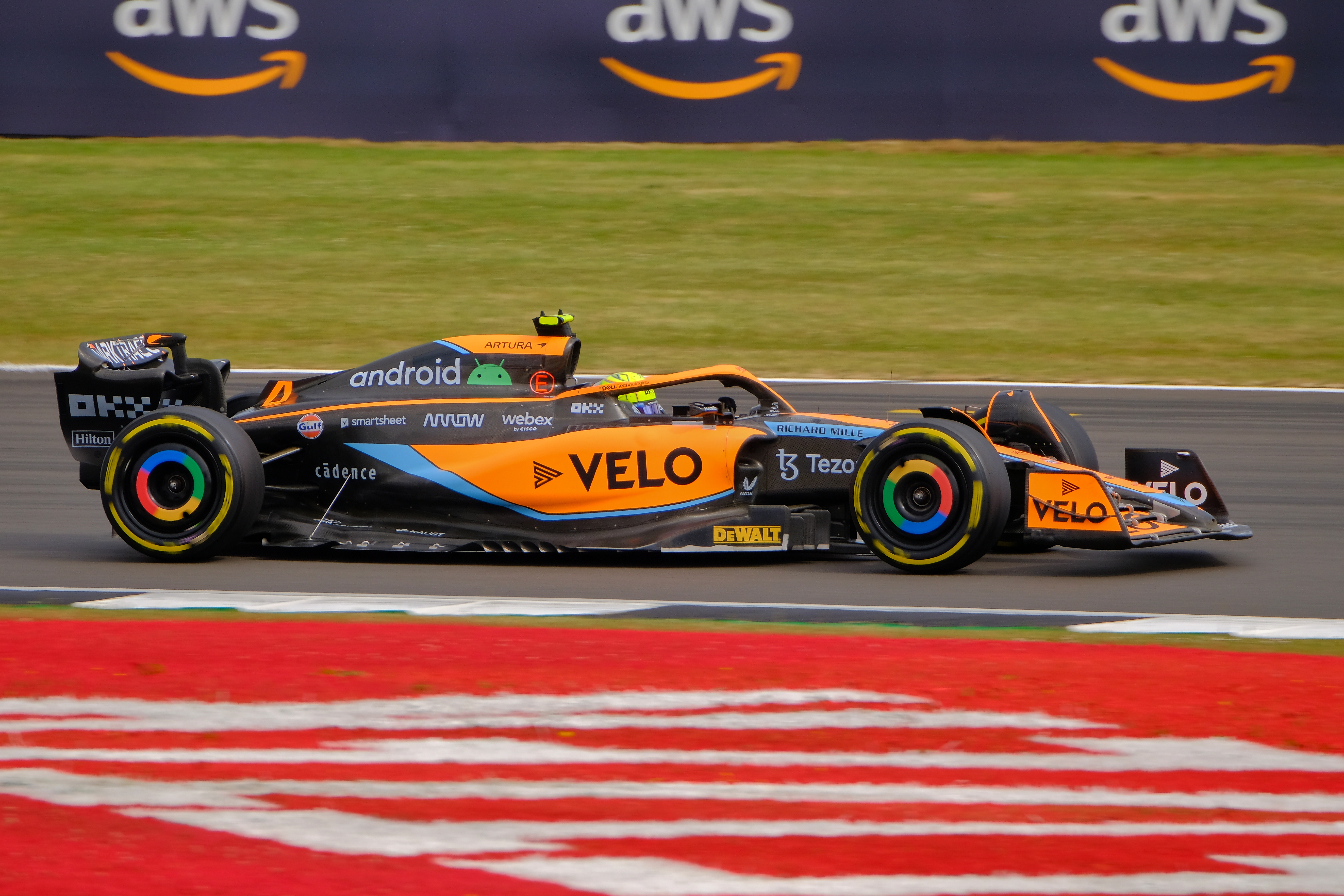
Norris guiando o MCL36 no GP da Grã-Bretanha de 2022

Em 2022, a melhor posição de chegada de Norris foi o terceiro lugar em Emília-Romanha, numa temporada que se mostrou decepcionante para ele e a McLaren, que almejavam evoluir desde o bom ano de 2021. Norris foi o sétimo colocado no campeonato, com 122 pontos, e ao final da temporada, viu seu companheiro Daniel Ricciardo deixar a equipe, sendo substituído por outro australiano, o estreante Oscar Piastri.
Em 2023, Norris conseguiu sete pódios, mas não venceu nenhuma vez. Seis desses pódios foram segundos lugares, e o britânico foi o sexto colocado, com 205 pontos. Em entrevistas, o piloto se mostrou satisfeito com seu desempenho, afirmando que 2023 tinha sido seu "melhor ano" na F1.

##### 2024: primeiras vitórias e vice-campeonato

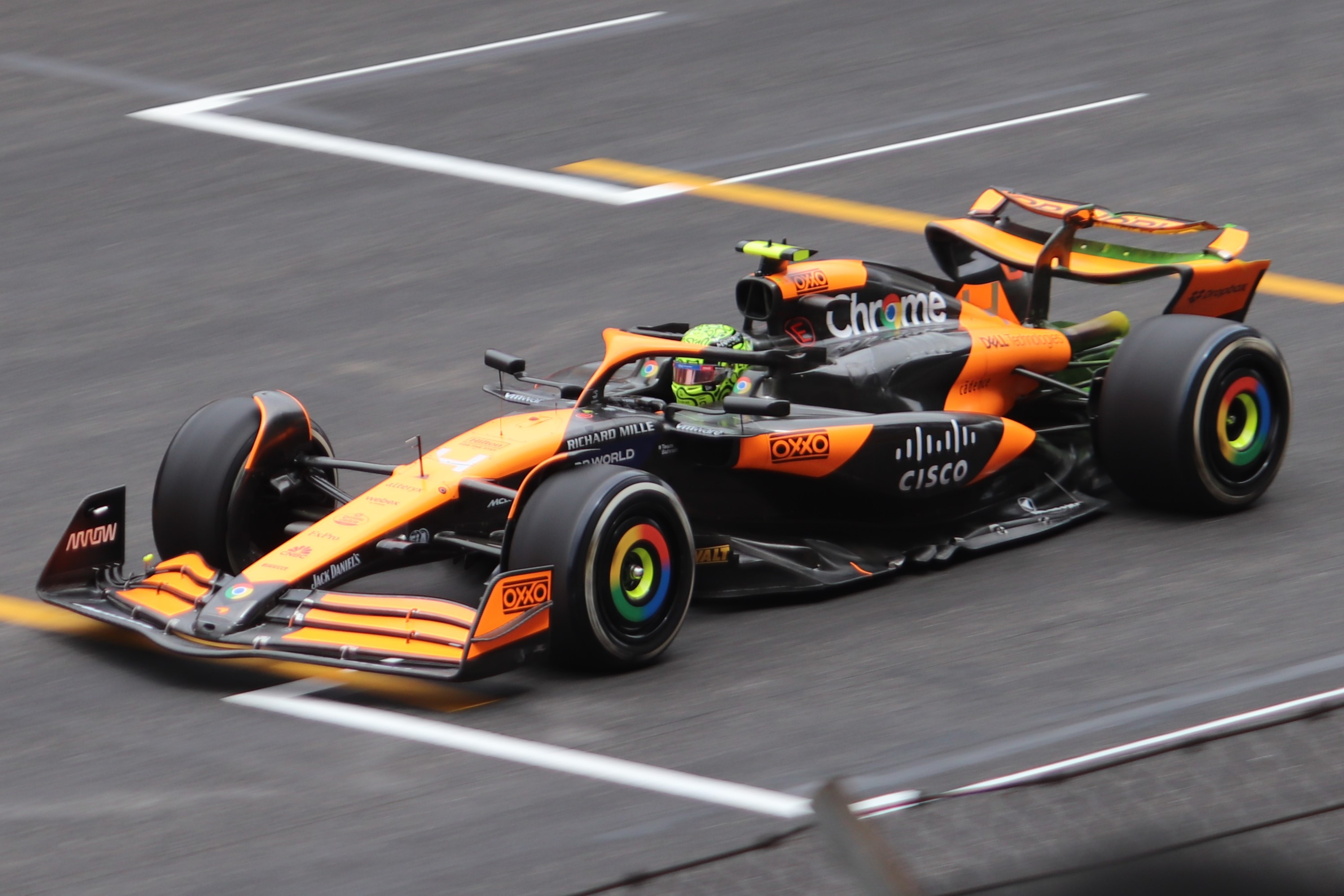
Norris durante o Grande Prêmio da China de 2024

Em 26 de janeiro de 2024, foi anunciado que Norris havia estendido seu contrato com McLaren em um acordo multianual que o manterá na equipe de Woking para além da temporada de 2026. No dia 5 de maio do mesmo ano, Norris acabou com o jejum de piloto com maior número de pódios sem vitórias, e venceu o Grande Prêmio de Miami de 2024. Na Espanha, Norris anotou sua primeira pole position desde a Rússia em 2021.

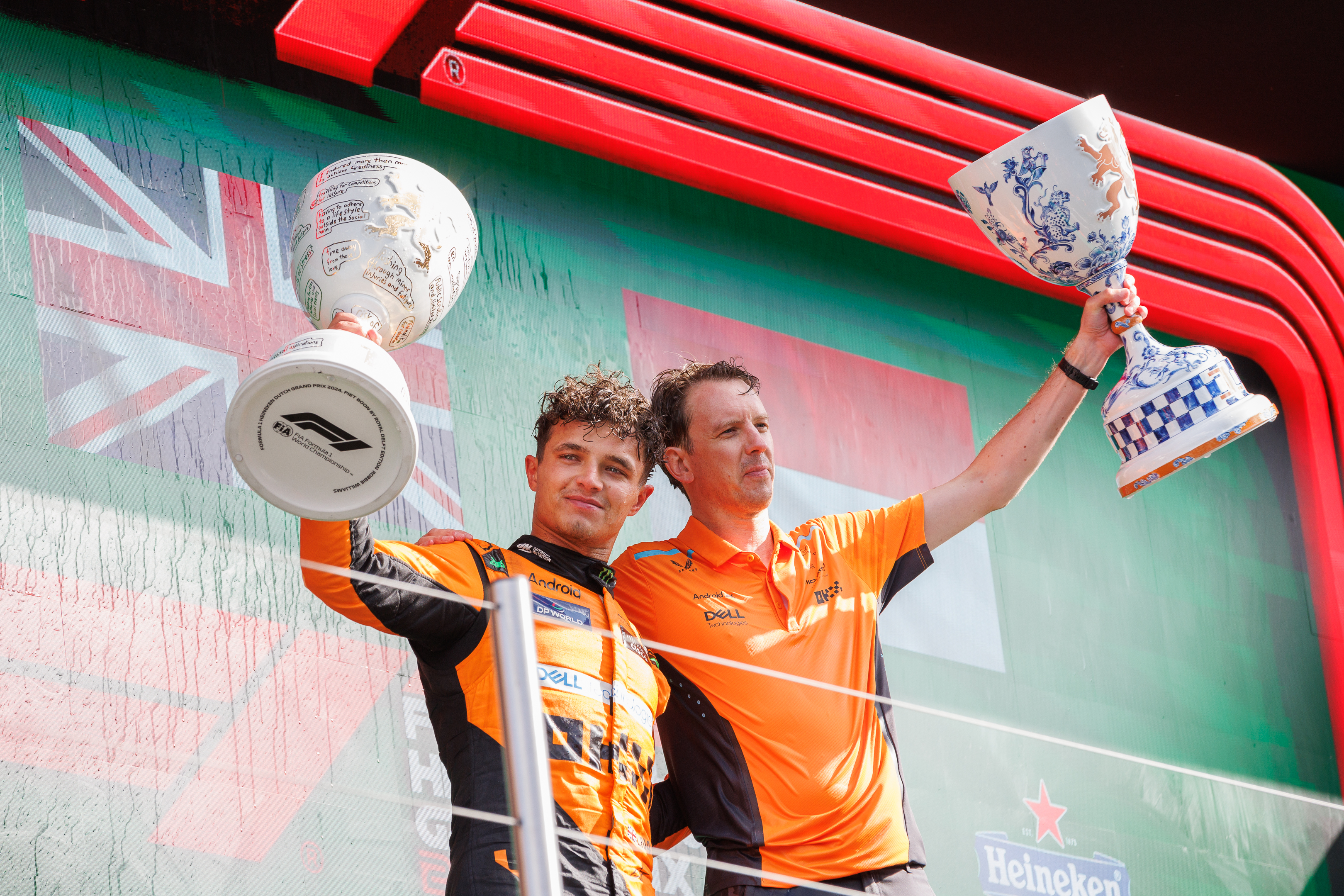
Norris e um engenheiro da McLaren celebrando a vitória no GP dos Países Baixos de 2024

Norris chegou a figurar como candidato ao título, por conta da força de sua McLaren e da piora dos carros da Red Bull, mas mesmo tendo vencido nos Países Baixos e em Singapura, e feito um alto número de pódios, ele não foi capaz de eliminar a vantagem construída por Max Verstappen desde o início da temporada. Erros do próprio piloto, como o do GP de São Paulo, no qual ele escapou da pista e perdeu posições, e da própria McLaren, que cometeu diversas trapalhadas na estratégia e nos pit-stops, o atrapalharam bastante. Além disso, Norris também saiu em desvantagem quando teve que confrontar Verstappen diretamente na pista, com o neerlandês usando de manobras arriscadas para tirar o britânico de seu caminho, como aconteceu na Áustria, em Austin e na Cidade do México. E com o quinto lugar de Verstappen em Las Vegas, o neerlandês se garantiu com o tetracampeonato, eliminando de vez as chances de Norris, que foi o sexto e ainda fez a volta mais rápida.
Ele ainda correu risco de perder seu vice-campeonato para Charles Leclerc, da Ferrari, que também buscava tomar a liderança no mundial de construtores da McLaren. Contudo, Norris saiu na pole e foi capaz de se manter na ponta para garantir sua quarta vitória em Abu Dhabi, sendo vice-campeão com 374 pontos, 63 atrás de Verstappen e 18 à frente de Leclerc. A boa temporada de Norris e de Piastri ajudou a McLaren a ser campeã de construtores em 2024, quebrando um jejum que perdurava desde 1998, quando os dois pilotos ainda não eram nascidos.

## Resultados na carreira

### Sumário da carreira nokarting
| Temporada | Categoria                                       | Equipe                 | Classificação |
| --------- | ----------------------------------------------- | ---------------------- | ------------- |
| 2008      | Super 1 National Championship — Comer Cadet     |                        | 35.º          |
| 2009      | Formula Kart Stars MSA — Cadet                  |                        | 21.º          |
| 2009      | Super 1 National Championship — Comer Cadet     |                        | 14.º          |
| 2010      | Kartmasters British Grand Prix — Comer Cadet    |                        | 27.º          |
| 2010      | Formula Kart Stars MSA — Cadet                  |                        | 10.º          |
| 2010      | Super 1 National Championship — Comer Cadet     |                        | 3.º           |
| 2011      | Trent Valley Kart Club — Minimax                |                        | 27.º          |
| 2011      | Kartmasters British Grand Prix — Comer Cadet    |                        | 25.º          |
| 2011      | Super 1 National Championship — Comer Cadet     |                        | 5.º           |
| 2011      | MSA British Championship — Cadet                |                        | 6.º           |
| 2012      | Kartmasters British Grand Prix — Rotax Mini Max | RL Racing Department   | 4.º           |
| 2012      | Super 1 National Championship — Rotax Mini Max  |                        | 2.º           |
| 2012      | Formula Kart Stars — Mini Max                   |                        | 1.º           |
| 2012      | Formula Kart Stars — Junior Max                 |                        | 18.º          |
| 2012      | Rotax Max Euro Challenge — Junior               | RL Racing              | 19.º          |
| 2012      | WSK Final Cup — KF3                             | Ricky Flynn Motorsport | 20.º          |
| 2012      | Copa de Campeones — KF3                         |                        | 3.º           |
| 2013      | South Garda Winter Cup — KF3                    | Ricky Flynn Motorsport | 5.º           |
| 2013      | Trofeo Andrea Margutti — KFJ                    | Ricky Flynn Motorsport | 5.º           |
| 2013      | WSK Euro Series — KFJ                           | Ricky Flynn Motorsport | 1.º           |
| 2013      | WSK Super Master Series — KFJ                   | Ricky Flynn Motorsport | 2.º           |
| 2013      | CIK-FIA European Championship — KFJ             | Ricky Flynn Motorsport | 1.º           |
| 2013      | CIK-FIA International Super Cup — KFJ           | Ricky Flynn Motorsport | 1.º           |
| 2013      | Rotax Max Euro Challenge — Junior               | Ricky Flynn Motorsport | 7.º           |
| 2013      | Italian CSAI Championship — KF3                 | Ricky Flynn Motorsport | 13.º          |
| 2013      | WSK Final Cup — KFJ                             | Ricky Flynn Motorsport | 7.º           |
| 2013      | Trofeo delle Industrie — KF3                    | Ricky Flynn Motorsport | 5.º           |
| 2013      | WSK Final Cup — KFJ                             | Ricky Flynn Motorsport | 4.º           |
| 2014      | South Garda Winter Cup — KF2                    | Ricky Flynn Motorsport | 34.º          |
| 2014      | WSK Champions Cup — KF                          | Ricky Flynn Motorsport | 20.º          |
| 2014      | WSK Super Master Series — KF                    | Ricky Flynn Motorsport | 12.º          |
| 2014      | CIK-FIA World Championship — KFJ                | Ricky Flynn Motorsport | 3.º           |
| 2014      | CIK-FIA World Championship — KF                 | Ricky Flynn Motorsport | 1.º           |
| Fontes:   |                                                 |                        |               |

### Sumário da carreira automobilística
| Temporada | Categoria                                  | Time                  | Corridas                    | Vitórias                    | Poles                       | V.M.R.s                     | Pódios                      | Pontos                      | Posição                     |
| --------- | ------------------------------------------ | --------------------- | --------------------------- | --------------------------- | --------------------------- | --------------------------- | --------------------------- | --------------------------- | --------------------------- |
| 2014      | Ginetta Junior Championship                | HHC Motorsport        | 20                          | 4                           | 8                           | 2                           | 11                          | 432                         | 3.º                         |
| 2015      | MSA Formula Championship                   | Carlin                | 30                          | 8                           | 10                          | 9                           | 15                          | 413                         | 1.º                         |
| 2015      | ADAC Fórmula 4                             | Mücke Motorsport      | 8                           | 1                           | 0                           | 3                           | 6                           | 131                         | 8.º                         |
| 2015      | Campeonato Italiano de Fórmula 4           | Mücke Motorsport      | 9                           | 0                           | 0                           | 3                           | 1                           | 51                          | 11.º                        |
| 2015      | BRDC Formula 4 Autumn Trophy               | HHC Motorsport        | 4                           | 2                           | 1                           | 1                           | 4                           | 128                         | 5.º                         |
| 2016      | Eurocopa de Fórmula Renault                | Josef Kaufmann Racing | 15                          | 5                           | 6                           | 4                           | 12                          | 253                         | 1.º                         |
| 2016      | Copa da Europa do Norte de Fórmula Renault | Josef Kaufmann Racing | 15                          | 6                           | 10                          | 4                           | 11                          | 316                         | 1.º                         |
| 2016      | Toyota Racing Series                       | M2 Competition        | 15                          | 6                           | 8                           | 5                           | 11                          | 924                         | 1.º                         |
| 2016      | Fórmula 3 Britânica                        | Carlin                | 11                          | 4                           | 4                           | 3                           | 8                           | 247                         | 8.º                         |
| 2016      | Campeonato Europeu de Fórmula 3 da FIA     | Carlin                | 3                           | 0                           | 0                           | 0                           | 0                           | 0                           | NC                          |
| 2016      | Grande Prémio de Macau                     | Carlin                | 1                           | 0                           | 0                           | 0                           | 0                           | N/A                         | 11.º                        |
| 2017      | Campeonato Europeu de Fórmula 3            | Carlin                | 30                          | 9                           | 8                           | 8                           | 20                          | 441                         | 1.º                         |
| 2017      | Grande Prémio de Macau                     | Carlin                | 1                           | 0                           | 0                           | 0                           | 1                           | N/A                         | 2.º                         |
| 2017      | Fórmula 2                                  | Campos Racing         | 2                           | 0                           | 0                           | 0                           | 0                           | 0                           | 25.º                        |
| 2018      | Fórmula 2                                  | Carlin                | 24                          | 1                           | 1                           | 1                           | 9                           | 219                         | 2.º                         |
| 2018      | United SportsCar Championship              | United Autosports     | 1                           | 0                           | 0                           | 0                           | 0                           | 18                          | 58.º                        |
| 2018      | Fórmula 1                                  | McLaren F1 Team       | Pilotos de testes e reserva | Pilotos de testes e reserva | Pilotos de testes e reserva | Pilotos de testes e reserva | Pilotos de testes e reserva | Pilotos de testes e reserva | Pilotos de testes e reserva |
| 2019      | Fórmula 1                                  | McLaren F1 Team       | 21                          | 0                           | 0                           | 0                           | 0                           | 49                          | 11.º                        |
| 2020      | Fórmula 1                                  | McLaren F1 Team       | 17                          | 0                           | 0                           | 2                           | 1                           | 97                          | 9.º                         |
| 2021      | Fórmula 1                                  | McLaren F1 Team       | 22                          | 0                           | 1                           | 1                           | 4                           | 160                         | 6.º                         |
| 2022      | Fórmula 1                                  | McLaren F1 Team       | 22                          | 0                           | 0                           | 2                           | 1                           | 122                         | 7.º                         |
| 2023      | Fórmula 1                                  | McLaren F1 Team       | 22                          | 0                           | 0                           | 1                           | 7                           | 205                         | 6.º                         |
| 2024      | Fórmula 1                                  | McLaren F1 Team       | 24                          | 4                           | 6                           | 5                           | 13                          | 374                         | 2.º                         |
| 2025      | Fórmula 1                                  | McLaren F1 Team       | 10                          | 2                           | 2                           | 5                           | 8                           | 176                         | 2.º*                        |

- temporada em andamento.

### Resultados nas24 Horas de Daytona
| Ano  | Equipe            | Co-pilotos                    | Carro                 | Classe | Voltas | Pos. geral | Pos. classe |
| ---- | ----------------- | ----------------------------- | --------------------- | ------ | ------ | ---------- | ----------- |
| 2018 | United Autosports | Philip Hanson Fernando Alonso | Ligier JS P217-Gibson | P      | 718    | 38.º       | 13.º        |

### Resultados na Fórmula 2
Legenda: Corridas em negrito indicam pole position; corridas em itálico indicam volta mais rápida.
| Ano  | Equipe        | 1         | 2         | 3         | 4         | 5         | 6         | 7         | 8         | 9          | 10        | 11        | 12         | 13         | 14        | 15        | 16        | 17        | 18        | 19        | 20        | 21          | 22          | 23        | 24        | Class. | Pontos |
| ---- | ------------- | --------- | --------- | --------- | --------- | --------- | --------- | --------- | --------- | ---------- | --------- | --------- | ---------- | ---------- | --------- | --------- | --------- | --------- | --------- | --------- | --------- | ----------- | ----------- | --------- | --------- | ------ | ------ |
| 2017 | Campos Racing | BHR FEA   | BHR SPR   | CAT FEA   | CAT SPR   | MON FEA   | MON SPR   | BAK FEA   | BAK SPR   | RBR FEA    | RBR SPR   | SIL FEA   | SIL SPR    | HUN FEA    | HUN SPR   | SPA FEA   | SPA SPR   | MNZ FEA   | MNZ SPR   | JER FEA   | JER SPR   | YMC FEA Ret | YMC SPR 13  |           |           | 25.º   | 0      |
| 2018 | Carlin        | BHR FEA 1 | BHR SPR 4 | BAK FEA 6 | BAK SPR 4 | CAT FEA 3 | CAT SPR 3 | MON FEA 6 | MON SPR 3 | LEC FEA 16 | LEC SPR 5 | RBR FEA 2 | RBR SPR 11 | SIL FEA 10 | SIL SPR 3 | HUN FEA 2 | HUN SPR 4 | SPA FEA 4 | SPA SPR 2 | MNZ FEA 6 | MNZ SPR 5 | SOC FEA Ret | SOC SPR Ret | YMC FEA 5 | YMC SPR 2 | 2.º    | 219    |

### Resultados na Fórmula 1
Legenda: (Corridas em negrito indicam pole position); (Corridas em itálico indicam volta mais rápida)
| Temporada | Equipe          | Chassis        | Motor                           | 1      | 2      | 3      | 4      | 5       | 6      | 7       | 8      | 9      | 10      | 11       | 12     | 13     | 14     | 15    | 16     | 17     | 18      | 19     | 20    | 21       | 22    | 23      | 24    | Class. | Pontos |
| --------- | --------------- | -------------- | ------------------------------- | ------ | ------ | ------ | ------ | ------- | ------ | ------- | ------ | ------ | ------- | -------- | ------ | ------ | ------ | ----- | ------ | ------ | ------- | ------ | ----- | -------- | ----- | ------- | ----- | ------ | ------ |
| 2019      | McLaren F1 Team | McLaren MCL34  | Renault E-Tech 19 1.6 V6 t      | AUS 12 | BAR 6  | CHN 18 | AZE 8  | ESP Ret | MON 11 | CAN Ret | FRA 9  | AUT 6  | GBR 11  | ALE Ret  | HUN 9  | BEL 11 | ITA 10 | SIN 7 | RUS 8  | JAP 11 | MEX Ret | EUA 7  | BRA 8 | ABU 8    |       |         |       | 11.º   | 49     |
| 2020      | McLaren F1 Team | McLaren MCL35  | Renault E-Tech 20 V6 t          | AUT 3  | EST 5  | HUN 14 | GBR 5  | 70 9    | ESP 10 | BEL 7   | ITA 4  | TOS 6  | RUS 15  | EIF Ret  | POR 13 | EMI 8  | TUR 8  | BAR 4 | SKR 10 | ABU 5  |         |        |       |          |       |         |       | 9.º    | 97     |
| 2021      | McLaren F1 Team | McLaren MCL35M | Mercedes M12 E Performance V6 t | BAR 4  | EMI 3  | POR 5  | ESP 8  | MON 3   | AZE 5  | FRA 5   | EST 5  | AUT 3  | GBR 4   | HUN Ret  | BEL 14 | PBS 10 | ITA 2  | RUS 7 | TUR 7  | EUA 8  | CMX 10  | SAO 10 | CAT 9 | ARA 10   | ABU 7 |         |       | 6.º    | 160    |
| 2022      | McLaren F1 Team | McLaren MCL36  | Mercedes M13 E Performance V6 t | BAR 15 | ARA 7  | AUS 5  | EMI 35 | MIA Ret | ESP 8  | MON 6   | AZE 9  | CAN 15 | GBR 6   | AUT 7    | FRA 7  | HUN 7  | BEL 12 | PBS 7 | ITA 7  | SIN 4  | JAP 10  | EUA 6  | CMX 9 | SAO Ret7 | ABU 6 |         |       | 7.º    | 122    |
| 2023      | McLaren F1 Team | McLaren MCL60  | Mercedes M14 E Performance V6 t | BHR 17 | SAU 17 | AUS 6  | AZE 9  | MIA 17  | MON 9  | ESP 17  | CAN 13 | AUT 4  | GBR 2   | HUN 2    | BEL 76 | NED 7  | ITA 8  | SIN 2 | JPN 2  | QAT 3  | USA 24  | MXC 5  | SAP 2 | LAS Ret  | ABU 5 |         |       | 6.º    | 205    |
| 2024      | McLaren F1 Team | McLaren MCL38  | Mercedes M15 E Performance V6 t | BHR 6  | SAU 8  | AUS 3  | JPN 5  | CHN 26  | MIA 1  | EMI 2   | MON 4  | CAN 2  | ESP 2   | AUT 20†3 | GBR 3  | HUN 2  | BEL 5  | NED 1 | ITA 3  | AZE 4  | SIN 1   | USA 43 | MXC 2 | SAP 61   | LAS 6 | QAT 102 | ABU 1 | 2.º    | 374    |
| 2025      | McLaren F1 Team | McLaren MCL39  | Mercedes                        | AUS 1  | CHN 28 | JPN 2  | BHR 3  | SAU 4   | MIA 21 | EMI 2   | MON 1  | ESP 2  | CAN 18† | AUT 1    | GBR 1  |        | HUN 1  | NED   | ITA    | AZE    | SIN     | USA    | MXC   | SAP      | LAS   | QAT     | ABU   | 2º*    | 275    |